# 3-я Финляндская стрелковая дивизия
3-я Финляндская стрелковая дивизия (до 8 мая 1915 года — 3-я Финляндская стрелковая бригада) — воинское формирование, входившее в состав 22-го армейского корпуса.
Дислокация: Штаб бригады — Тавастегус, временно — Выборг (1913). На 1 марта 1914 года — Штаб в городе Лахти.
В местечке Мется-Хеннала (в настоящее время на пересечении улиц Улаанинкату и Кенттятие в пригороде Лахти) располагалась каменная полковая часовня в честь святителя Алексия Московского и полковой погост для захоронений военнослужащих 9-го Финляндского стрелкового полка (сохранилось одно из надгробий с надписью «Николаi Григорьевъ Пушкаревъ 19-14. Отъ Товарищей».
Дивизия - активная участница Первой мировой войны, в частности, Первой Августовской операции, операции на Стрыпе 1915 г. и Наступления Юго-Западного фронта 1916 г.

## Состав
- 9-й Финляндский стрелковый полк
- 10-й Финляндский стрелковый полк
- 11-й Финляндский стрелковый полк
- 12-й Финляндский стрелковый полк
- 3-й Финляндский стрелковый артиллерийский дивизион

## Командование дивизии
(Командующий в дореволюционной терминологии означал временно исполняющего обязанности начальника или командира. Должности начальника дивизии соответствовал чин генерал-лейтенанта, и при назначении на эту должность генерал-майоров они оставались командующими до момента своего производства в генерал-лейтенанты).

### Начальники
- 08.06.1910 — 24.09.1914 — генерал-майор (с 03.05.1914 генерал-лейтенант) Стельницкий, Станислав Феликсович
- 12.05.1915 — 22.04.1917 — генерал-майор (с 13.11.1915 генерал-лейтенант) Волкобой, Пётр Миронович
- 12.05.1917 — 09.09.1917 — командующий генерал-майор Маркодеев, Павел Анисимович
- 10.10.1917 — хх.хх.хххх — командующий генерал-майор Ахвердов, Иван Васильевич

### Начальники штаба
- 30.06.1910 — 23.06.1913 — полковник Васильев, Михаил Николаевич
- 23.06.1913 — 12.03.1915 — полковник Уляновский, Януарий Семёнович
- 15.03.1915 — 03.11.1915 — и. д. полковник Маркодеев, Павел Анисимович
- 04.12.1915 — 15.05.1916 — генерал-майор Верховский, Сергей Иванович
- 18.05.1916 — 18.06.1917 — и. д. подполковник (с 15.08.1916 полковник) Сахаров, Константин Вячеславович

### Командиры бригады
- 02.07.1915 — хх.хх.хххх — генерал-майор Мазаракий, Аркадий Викторович

### Командиры 3-й Финляндской стрелковой артиллерийской бригады
- 06.11.1915 — 04.12.1915 — командующий полковник Обручешников, Александр Константинович
- 04.12.1915 — 25.12.1916 — генерал-майор Мирович, Василий Васильевич
- 12.01.1917 — хх.хх.хххх — командующий полковник Карцов, Александр Николаевич